# Albertas Vesčiūnas
Albertas Vesčiūnas (* 31. Juli 1921 in Pandėlys, Bezirk Rokiškis; † 15. März 1976 in New York City) war ein litauischer Maler und Graphiker, der sein künstlerisches Werk im amerikanischen und französischen Exil schuf.

## Leben
Albertas Vesčiūnas wurde am 31. Juli 1921 in Pandėlys, der heutigen Rajongemeinde Rokiškis, geboren. Er war der Bruder der Dichterin Aldona Veščiūnaitė-Janavičienė. Von 1940 bis 1943 studierte er Architektur an der Vytautas-Magnus-Universität in Kaunas. Im Jahr 1944 floh er in den Westen. In Stuttgart setzte er zwischen 1945 und 1947 sein Architekturstudium fort. An der Staatlichen Akademie der Bildenden Künste Stuttgart begann er 1948/49 seine künstlerische Ausbildung und wurde unter anderem von Willi Baumeister in der Graphik unterwiesen.
1949 emigrierte Vesčiūnas dann in die Vereinigten Staaten, wo er von 1951 bis 1953 an der Art Students League of New York bei dem Maler und Graphiker Will Barnet studierte. Dort lernte er unter anderem die Technik der Lithographie kennen. Ab 1956 stellte er seine Kunst in Ausstellungen der Öffentlichkeit vor, unter anderem 1959 in Villefranche-sur-Mer und gemeinsam mit Wolfgang Wölfer im Rathaus Kreuzberg. Zwischen 1958 und 1969 lebte Vesčiūnas in Frankreich, kehrte dann aber wieder in die Vereinigten Staaten zurück. Es gelang Vesčiūnas als Künstler, der einen sehr individuellen Stil pflegte und sich kein Netzwerk einflussreicher Förderer aufbauen konnte, nicht, sich dauerhaft im Kunstmarkt zu etablieren. Er unterhielt auch kaum Kontakte zur litauischen Exil-Gemeinschaft. In seinen letzten Lebensjahren arbeitete er dann auch als Zeichner in einem Architekturbüro. Am 15. März 1976 verstarb er in New York City.
Anlässlich des Todes von Vesčiūnas schuf Petras Repšys eine Gedenkmedaille, deren Inschrift das Leben des Künstlers folgendermaßen charakterisierte: „Geboren in Pandėly, gestorben in New York, von allen vergessen, Gemälde verbrannt, Žibuntas weinte in Paris und wir auch.“ (Original: „Gimė Pandėly, mirė Niujorke, visų užmirštas, paveikslai sudeginti, apverkė Žibuntas Paryžiuje ir mes.“)

## Werk
Das Frühwerk von Vesčiūnas bis Mitte der 1950er-Jahre dominieren Zeichnungen, die er mit Tusche, Kalk, Kohle und Bleistift ausführte, sowie Lithographien. Motivisch bewegte er sich im Bereich der Landschaft und der alltäglichen Umwelt. So entstanden vor 1958 Werke wie Senutė (Alte Frau), Sėdinti moteris (Sitzende Frau) und Figūrinė kompozicija su angelais (Figurative Komposition mit Engeln). Seine Linienführung wird als kalligraphisch und musikalisch beschrieben, die Kompositionen auf europäische Meister wie auch auf ostasiatische Einflüsse bezogen. Um 1956 herum begann Vesčiūnas die Acrylmalerei, arbeitete aber auch mit Ölfarben und Tempera, wobei meist Papier der Träger war. Mit seinem Aufenthalt in Südfrankreich ab 1959 setzte seine reifere Werkphase ein. Werke wie Peizažas su geltonu dangumi (Landschaft mit gelben Himmel), das vor 1960 datiert wird, und eine Serie von Kompozicija (Komposition) genannten Gemälden zeichnen sich durch Abstraktion, Vielfarbigkeit und kleine, bebende Pinselstriche aus.
Sein Schaffen in Villefranche-sur-Mer beschrieb Vesčiūnas folgendermaßen: „Wenn es um meine Farben in der Malerei geht, sind meine Arbeiten zunächst in zwei Gruppen zu unterteilen – die erste umfasst Arbeiten, bei denen ich versuche, die Transparenz der Farbe zu erhalten, [...] langsam arbeite, in Schichten (in altmeisterlicher Technik), weiches Licht für Farbnuancen durchscheinen zu lassen - Gemälde, bei denen ich mit einer weißen Leinwand ‚flirte‘; die zweite besteht aus Gemälden, die auf die gleiche Weise wie oben erwähnt begonnen, aber rein spontan beendet wurden und reine, weniger nuancierte Farben auf die Leinwand werfen (weshalb ich van Gogh oder den Fauves zu ähneln scheine).“
Werke von Vesčiūnas gehören unter anderem zu den Sammlungen des Museums der Kunstakademie Vilnius, der Nationalgalerie Vilnius und des Nationalen Mikalojus-Konstantinas-Čiurlionis-Kunstmuseums. In der Sammlung der Nationalgalerie befinden sich 21 Werke von Vesčiūnas: zwei Gemälde, vier Aquarelle, fünf abstrakte Kompositionen in Acryl und Gouache, neun Tuschezeichnungen und eine Lithographie. Die meisten dieser Arbeiten gelangten in den Jahren 1981 bis 1995 als Schenkungen der Schwester des Künstlers in die Sammlung des Nationalmuseums. Eines der Gemälde stiftete der Mäzen Vaclovas Dargužas. Anlässlich des 100. Jahrestags seiner Geburt richtete das Museum der Kunstakademie 2021 die Ausstellung Aba, deren Titel sich auf den Spitznamen des Künstlers bezog, aus.